# Тотавельська людина
Тотавельська людина (Homo erectus tautavelensis) — підвид гомінідів людини прямоходячої, викопні рештки (вік складає 450 000 років) якого були виявлені в печері Араго біля міста Тотавель, у Франції. Розкопки почалися в 1964 році, проте рештки тотавельської людини будо знайдені лише у 1969 році.

## Історія розкопок
Перші знахідки на території Тотавелю біли зроблені ще в 1828 році французьким геологом та натуралістом Марселем де Сер з Університету Монпельє. Він вважав, що знайшов решки істот, котрі жили до Потопу. Основні розкопки були розпочаті в 1964 році, після виявлення Жаном Абелане знарядь праці домустьерської доби.

## Відкриття і основні скам'янілості
Скелетні рештки двох окремих гомінідів були знайдені в печерах: жіночі, старше 40 років (Араго II, в липні 1969 року) і чоловічі у віці не більше 20 років (Араго XXI в липні 1971 року  і Араго XLVII в липні 1979 року).  Відкриті кам'яні знаряддя походять з території радіусом до 5 кілометрів (3,1 милі) від печери, в той час як кістки тварин свідчать, що жителі печер могли подорожувати до 33 кілометрів (21 миль) в пошуках їжі.
Усі скам'янілості з печер Араго знайдені подружжям Анрі і Марі-Антуанет де Люмле, і зараз вони зберігаються в Інституті палеонтології людини в Парижі. Араго ІІ — майже повна щелепа з шістьма зубами яка належить жінці у віці 40-55 років. Араго ХХІ — деформованій фрагмент черепа, який найбільш повно відображає обличчя пре-неандертальського типу з лобною та клиноподібною кісткою. Араго XLVII — права частина тім'яної кістки, шви якої підходять до Араго ХХІ. Дві останні кістки належать людині віком приблизно 20 років. Радіоізотопне датування показало що рештки мають вік 400 000 років.
Чоловічий череп має плоский і похилий лоб з добре розвиненими надбрівними дугами і великими прямокутними очницями. Череп мав об'єм 1150 кубічних сантиметрів. Інші частини скелету біли реконструйовані з 75 зкам'янілих решток, по припущенню Тотавельська людина мала міцніший скелет відносно сучасної людини і мала зріст приблизно 1.65 сантиметрів.
Через тисячі років з моменту смерті Араго ХХІ, відбулася тафономічна трансформація кісток — зміна в структурі і формі черепа, тому деякі частини кістки зігнуті, а передня частина черепа асиметрична.
У порівнянні з Homo erectus з Північної Африки і Китаю, Homo erectus tautavelensis ближче до Homo sapiens і таким чином формує морфологічно відокремлену групу разом з іншими гомінідами європейського середнього плейстоцену, які виказують деякі з ознак неандертальців. Люди печери Араго вживали в їжу лосей, ланей, оленів, вівцебиків, бізонів, архарів, сарн.

## Зображення

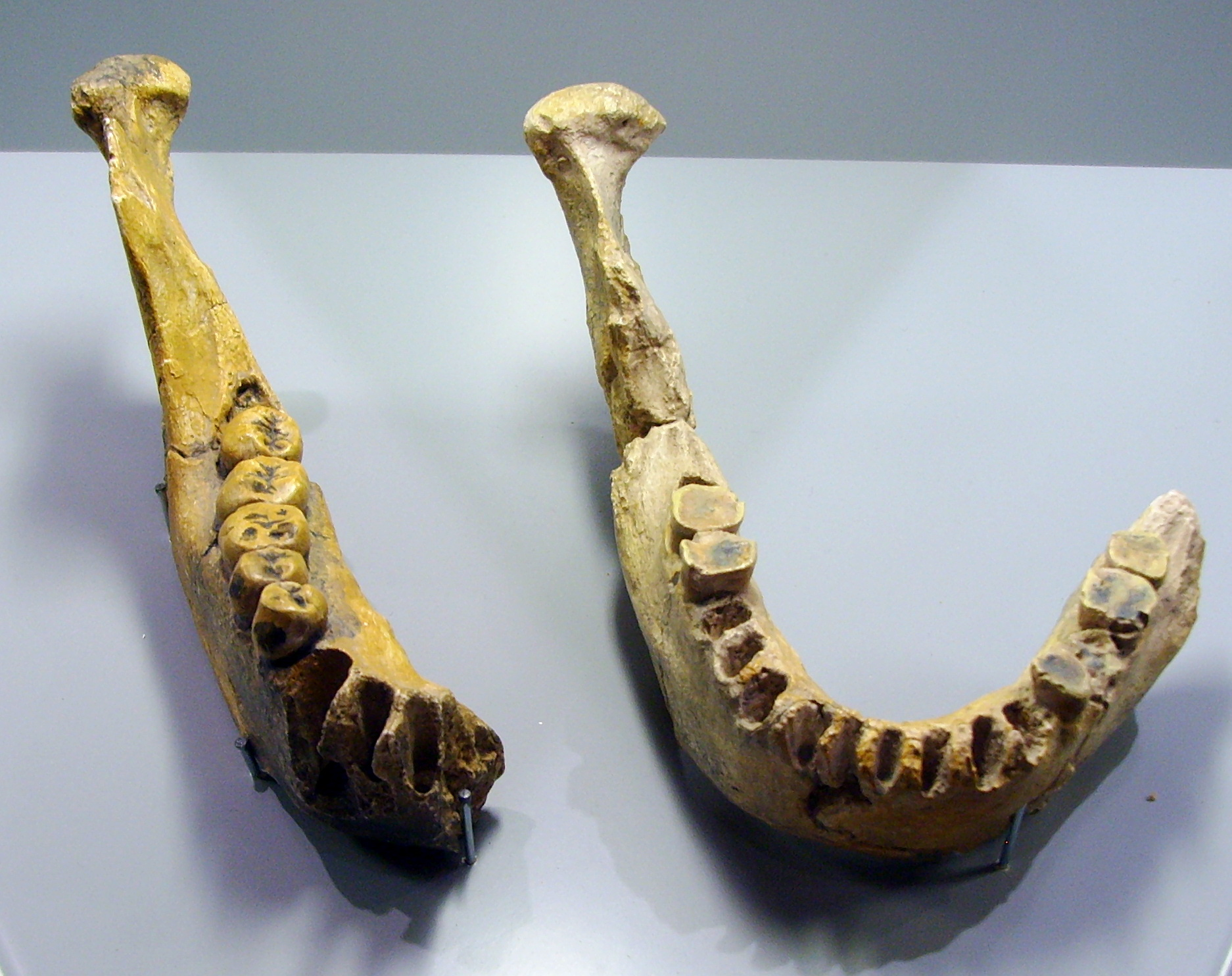
Копія щелеп Араго ХІІІ та Араго ІІ

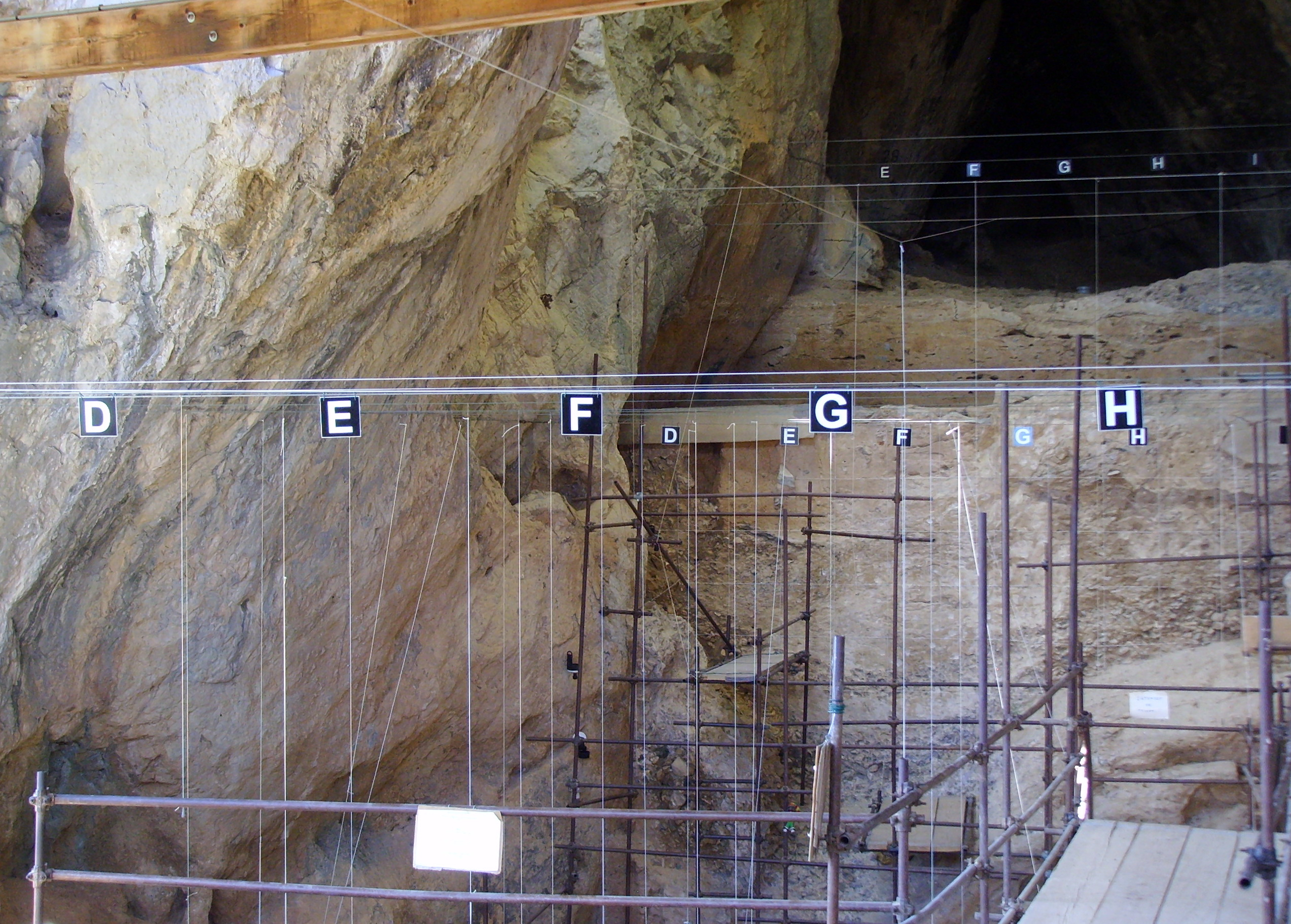
Печера Араго, літо 2008

## Печера Араго
Печера Араго була обжитою між 600 000 і 400 000 рр. тому і є найранішою з печер піренейського регіону періоду середнього плейстоцену. Знаряддя праці типу скребачок та чоперів, знайдені в межах печери, належать тейякській культурі. Печера має 30 метрів в довжину і 15 метрів в висоту, проте сучасні розміри печери значно менші від тих що були за часів проживання в ній тотавельської людини.